# Николаевка (Караидельский район)
Никола́евка — исключённая из учётных данных в 1986 году деревня Верхнеказмашевского сельсовета Караидельского района. Ликвидирована по Указу Президиума ВС Башкирской АССР от 12.12.1986 N 6-2/396 «Об исключении из учетных данных некоторых населенных пунктов»